# Bryson Fonville
Bryson Fonville (Greensboro, Carolina del Norte, 26 de mayo de 1994) es un baloncestista estadounidense que actualmente se encuentra sin equipo. Con 1,83 metros de estatura, juega en la posición de base.

## Trayectoria deportiva

### Universidad
Jugó cuatro temporadas con los Cardinals de la Universidad Católica de América de la División III de la NCAA, en las que promedió 13,6 puntos, 3,9 rebotes y 5,2 asistencias por partido. Fue incluido en el mejor quinteto de la Landmark Conference en sus tres últimas temporadas, mientras que en 2015 fue elegido Jugador del Año.
Jugó además en la liga de la Amateur Athletic Union con los Greensboro Warriors y Greensboro Galaxy. Con los primeros acabó en octava posición en la clasificación nacional.

### Profesional
Tras no ser elegido en el Draft de la NBA de 2016, sí lo fue en el Draft de la NBA Development League, en la novena posición de la quinta ronda por los Texas Legends,